# Limnophila hemmingseniana
Limnophila hemmingseniana là một loài ruồi trong họ Limoniidae. Chúng phân bố ở miền Australasia.